# Integrovaný dopravní systém Jihomoravského kraje

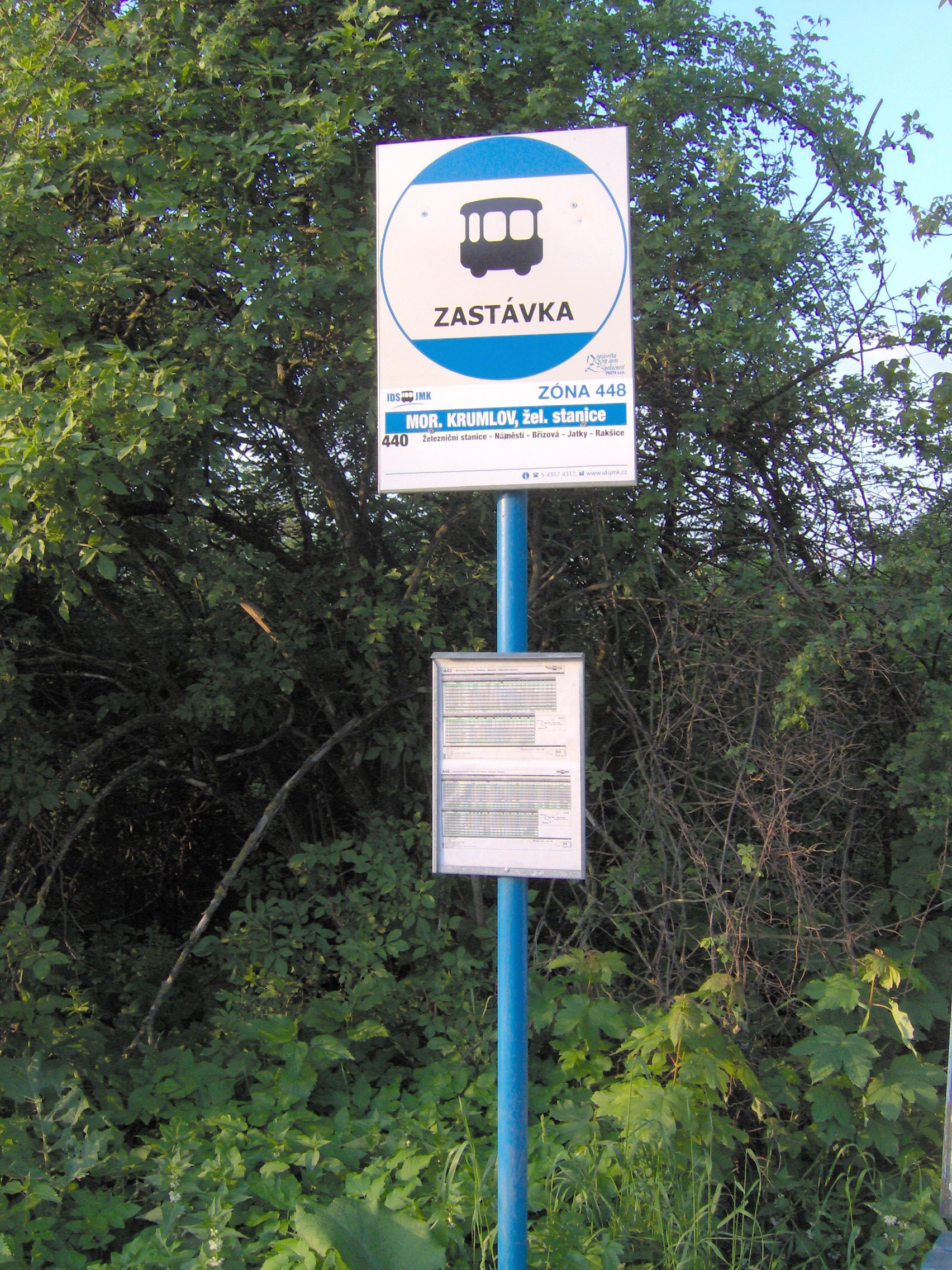
Historický označník autobusové zastávky IDS JMK: zastávka Moravský Krumlov, železniční stanice

Integrovaný dopravní systém Jihomoravského kraje (IDS JMK) je integrovaný dopravní systém v Jihomoravském kraji, zahrnující tramvaje, trolejbusy, vlaky, městské a příměstské autobusové linky na území kraje a lodní dopravu na Brněnské přehradě. 
IDS JMK obsluhuje po ukončení 6. etapy v červenci 2010 celé území Jihomoravského kraje a na mnoha místech zasahuje i do sousedních oblastí, a to jak v rámci Česka (kraje Vysočina, Pardubický, Jihočeský, Olomoucký a Zlínský), tak i do zahraničí (Slovensko, Rakousko). Koordinátorem IDS JMK je společnost KORDIS JMK, a. s. založená Jihomoravským krajem a statutárním městem Brnem.

## Historie rozšiřování

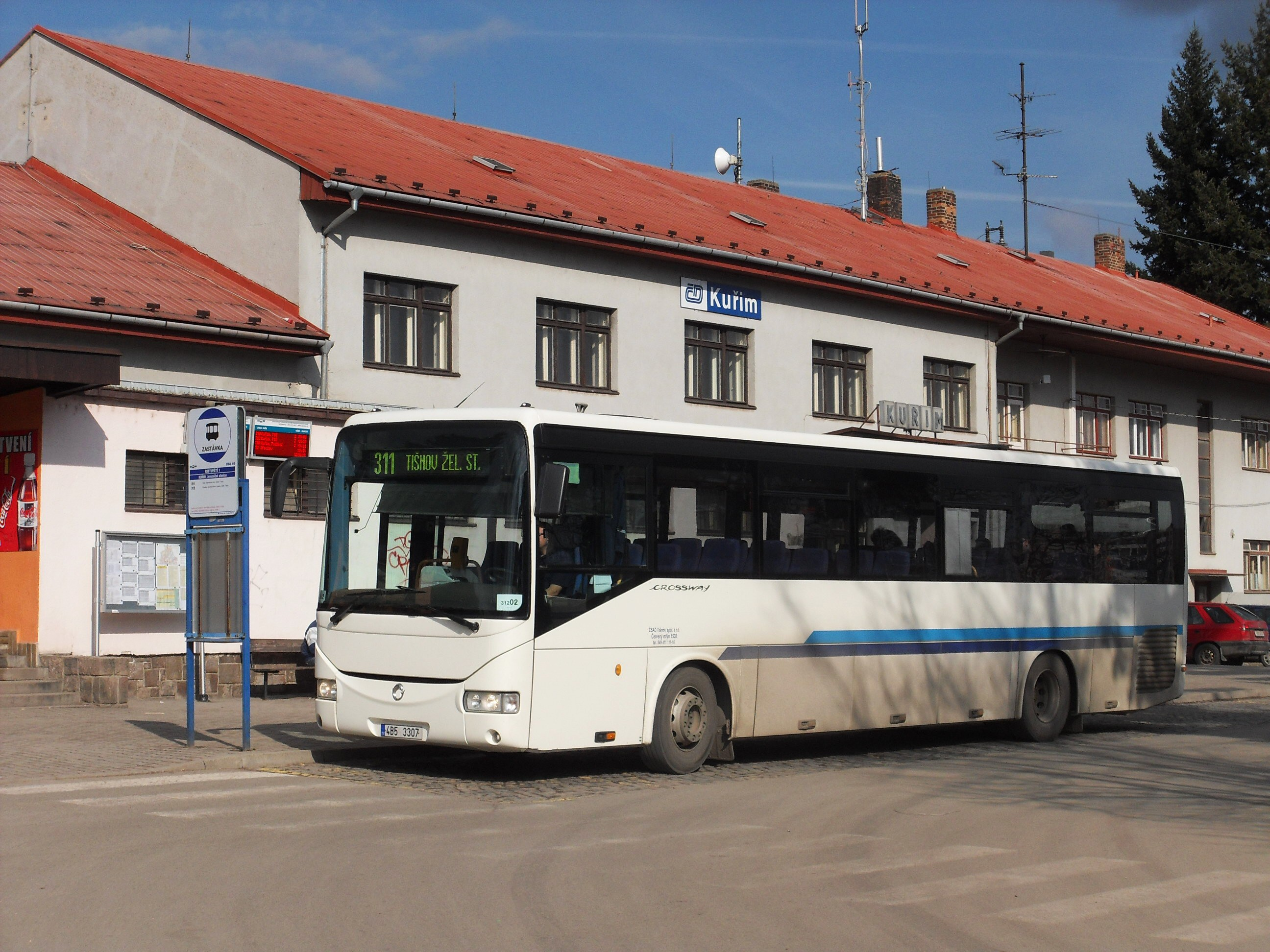
Autobus Irisbus Crossway 12M dopravce ČSAD Tišnov vyčkává v terminálu před železniční stanicí Kuřim na pravidelný odjezd regionální linky 311

Plány na integraci hromadné dopravy na území nově vzniklého kraje se objevily na začátku 21. století. Zřízení „Koordinátora integrovaného systému veřejné hromadné dopravy v Jihomoravském kraji“ bylo Statutárním městem Brnem a Jihomoravským krajem schváleno v prosinci 2001. KORDIS JMK zahájil přípravné práce na IDS v říjnu 2002. V rámci příprav na spuštění IDS byly v Brně mimo jiné zavedeny tarifní zóny a přečíslovány trolejbusové linky (z trojciferných na dvojciferná čísla).
- První etapa IDS JMK byla zprovozněna 1. ledna 2004. Prvotní IDS měl 30 tarifních zón a zahrnoval 110 obcí Jihomoravského kraje v nejbližším okolí Brna, především severozápadním a severovýchodním směrem (jižní Tišnovsko a jižní Blanensko), na východě zasáhl až do Vyškova. Integrována byla také MHD v Brně a v Blansku. Již v této fázi systém přesáhl krajské hranice, a to do krajů Olomouckého (Rozstání) a Vysočina (Velká Bíteš).
- Etapa 2A (1. ledna 2005) zahrnula dalších 49 obcí, především na Tišnovsku. Povětšinou šlo o obce převedené zároveň k 1. lednu 2005 z kraje Vysočina do Jihomoravského kraje.
- 1. července 2005 došlo k zapojení Popovic a linky městské dopravy v Adamově.
- Etapa 2B (1. září 2005) rozšířila IDS JMK na Sokolnicko a Zbraslavsko (24 obcí).
- Etapa 3A rozšířila 11. prosince 2005 IDS JMK do 22 obcí Slavkovska, Bučovicka a Vyškovska (včetně MHD ve Vyškově).
- Etapa 3B rozšířila 1. července 2006 obsluhované území o Ivančicko (21 obcí).
- Etapa 3C rozšířila 1. září 2006 obsluhované území o Židlochovicko (29 obcí).
- Etapa 4A obsluhuje od 4. března 2007 Boskovicko (110 obcí, s přesahem do Pardubického kraje – Bystré, Březová nad Svitavou, Jevíčko) a Náměšť nad Oslavou.
- Etapa 4B rozšířila 28. června 2008 obsluhované území o zbytek Vyškovska a část Kyjovska (62 obcí), s přesahy do Olomouckého a Zlínského kraje.
- S etapou 5 se IDS JMK k 14. prosinci 2008 rozšířil na celé Břeclavsko a Hodonínsko (124 obcí), včetně MHD v Břeclavi, Hodoníně, Kyjově a Mikulově. Zavedením linky 910 z Hodonína do Sudoměřic přes slovenská města Holíč a Skalica zasáhl systém poprvé také do zahraničí.
- Dne 1. ledna 2010 byla zaintegrována MHD ve Znojmě.
- 1. července 2010 bylo do IDS JMK etapou 6 začleněno celé Znojemsko (161 obcí, včetně rakouského města Laa an der Thaya, do kterého začala zajíždět linka 104), čímž bylo integrovaným dopravním systémem pokryto celé území Jihomoravského kraje.
- Dne 21. dubna 2012 byly na vybraných regionálních linkách uvedeny do provozu první cyklobusy.
- Dne 9. prosince 2012 byla s novým jízdním řádem zaintegrována obec Sejřek z kraje Vysočina.
- 1. června 2013 se IDS JMK rozšířil do rakouského města Drosendorf-Zissersdorf,[2] nicméně v té době začala oprava přeshraniční komunikace, která tak nebyla průjezdná.[3] Linka 816 tak začala do Drosendorfu fakticky jezdit až v letní sezóně 2014.
- Dne 1. března 2014 byl IDS JMK rozšířen o dvě nové zóny na slovenském území, kterými byla vlaková linka S91 prodloužena z Javorníku do Myjavy.[4]
- K dalšímu rozšíření došlo 1. července 2014, kdy byla vlaková linka S31 prodloužena do Kraje Vysočina, z Nedvědice přes Bystřici nad Pernštejnem do zastávky Rovné-Divišov. Na trase vznikly tři nové zóny.[5][6]
- 1. ledna 2015 byla do IDS JMK začleněna také MHD v Bystřici nad Pernštejnem.[7]
- 1. července 2016 se IDS JMK rozšířil do dalších pěti obcí Dolního Rakouska jižně od Mikulova (Schrattenberg, Herrnbaumgarten, Poysdorf, Falkenstein a Drasenhofen), kde vznikly dvě nové zóny, které obsluhuje turistický autobus.[8]
- 10. prosince 2017 byla zaintegrována obec Dešná (prodloužením vybraných spojů linky 830), čímž IDS JMK poprvé zasáhl i na území Jihočeského kraje.
- 8. ledna 2019 byla zavedena rychlíková linka R50 v úseku Brno-Židenice – Břeclav provozovaná soukromým dopravcem RegioJet.
- 15. prosince 2019 byla vlaková linka S82 prodloužena ze Šatova do rakouského Retzu.
- 1. ledna 2020 došlo k částečnému rozšíření do Zlínského kraje v oblasti Uherskohradišťska, konkrétně byly integrovány vlaky z Moravského Písku resp. Veselí nad Moravou do Starého Města (prodloužení linek R13, R18, R56, S6, S9) a zavedena návazná linka S62 v úseku Staré Město–Uherské Hradiště–Kunovice.

Jihomoravský IDS se za hranice kraje rozšiřoval zejména do Kraje Vysočina (který až do roku 2020 vlastní IDS neměl), a to tímto způsobem:
- již se vznikem IDS JMK v roce 2004 byla začleněna Velká Bíteš
- roku 2006 oblast západně od Rosic a Ivančic (Mohelno, Kralice nad Oslavou)
- roku 2007 Náměšť nad Oslavou a západní Olešnicko (Nyklovice, Rovečné)
- roku 2010 Moravské Budějovice, Hrotovice, Dukovany a okolí
- v roce 2010 byly z iniciativy 6 obcí po trase výrazné snahy o začlenění trasy Níhov – Křižanov
- 9. prosince 2012 byl začleněn Sejřek[10]
- 1. července 2014 byly začleněny železniční stanice a zastávky v okolí Bystřice nad Pernštejnem.[5] Toto město se o zaintegrování trasy Nedvědice – Rovné-Divišov snažilo již v roce 2010, kdy plánovalo i začlenění MHD Bystřice nad Pernštejnem.
- 1. ledna 2015 byla do systému zahrnuta i MHD v Bystřici nad Pernštejnem[7]

## Tarifní zóny a linky
IDS JMK je rozdělen do velkého množství relativně malých a kompaktních tarifních zón. Tento systém odpovídá požadavku cestujících na přepravu mezi jednotlivými zapojenými sídly a oblastmi bez nutnosti cestovat přes centrální uzel, i když vzhledem k naprosté dominanci Brna mají hlavní přepravní proudy výrazně radiální charakter. 
Při celkovém počtu 721 obsluhovaných obcí (z toho 674 v Jihomoravském kraji) připadá v průměru na jednu zónu zhruba 4–5 obcí. Existují nicméně zóny s pouhou jednou obcí a naopak zóny s více než 10 obcemi. Samotné Brno je rozděleno do dvou zón (některé okrajové zastávky na území Brna patří ještě do jiných zón). 
Některé zóny pokrývají protáhlé území s nespojitou sítí tras (není možné bez opuštění zóny cestovat mezi všemi zastávkami), takže se prakticky jedná o více zón sdružených pod jedno číslo.

### Číslování zón
Tarifní zóny IDS JMK jsou označeny trojmístnými čísly – samo Brno tvoří zóny 100 (vnitřní) a 101 (vnější), okolní zóny pak mají trojmístná čísla v řadách 2xx–9xx (např. Adamov 225, Kuřim 310, Modřice 510, Vyškov 740, Znojmo 800, Hodonín 900).
- První číslice označuje směr od Brna: 1 – Brno, 2 – sever až severovýchod, 3 – severozápad, 4 – západ až jihozápad, 5 – jih, 6 – jihovýchod, 7 – východ, 8 – okolí Znojma, 9 – okolí Hodonína.
- Druhá číslice závisí na vzdálenosti od Brna, Znojma nebo Hodonína: 0 – Brno, Znojmo nebo Hodonín, 1 – sousedí s Brnem, Znojmem nebo Hodonínem, 2 – druhá zóna v pořadí od Brna, Znojma nebo Hodonína, atd. To umožňuje rychle odvodit tarifní vzdálenost od střediska do cílové zóny. Samostatné číslování zón na jihozápadě kraje v okolí Znojma (800+) a na jihovýchodě na Hodonínsku (900+, kromě Kyjovska) je použito z důvodu velké vzdálenosti od Brna (více než 9 zón).
- Třetí číslice pak podle potřeby upřesňuje směr. Ve větší vzdálenosti od Brna je nutné rozdělit oblast v témže směru a vzdálenosti do více paralelních zón, a pak jsou jim přiděleny různé třetí číslice (např. Ochoz u Brna 210, zatímco sousední Bílovice nad Svitavou jsou v zóně 215). Primární třetí číslicí je 0, jako druhá je použita 5 a pak případně další. U zón kolem Znojma a Hodonína třetí číslice označuje přímo směr (neboť první číslice je vždy 8, resp. 9).

### Číslování linek
Linky zapojené do IDS JMK používají jednotný systém číslování. Brněnské městské linky nesou jedno- a dvouciferná čísla, ostatní autobusové linky trojciferná čísla. V rámci brněnské MHD jsou zavedeny ještě zvláštní autobusové linky s označením písmeno+dvojciferné číslo: noční linky označené N, expresní linky označené E a školní linky označené Š (noční a školní linky mají čísla jinde nepoužitá, písmeno je přidáno jen pro přehlednost). V Brně jsou ještě sezónně provozovány turistické linky H4 (tramvaj) a H24 (trolejbus) obsluhované historickými vozy.
Číslování regionálních autobusových linek má stejnou logiku jako systém číslování zón (první číslice označuje směr od Brna), takže čísla zón a projíždějících linek bývají podobná. Číslicí 1- začínají trojciferná čísla tzv. meziregionálních linek, které buď vedou radiálně z Brna do vzdálenějších měst (číslo 10X, kde X odpovídá cílové oblasti), nebo tangenciálně kolem Brna mezi více oblastmi (sektory). 
Vlakové linky jsou označeny písmenem S (osobní vlaky) nebo R (spěšné a rychlíky) následovaným jednou nebo dvěma číslicemi. Rychlíkové linky byly původně číslovány v souladu se systémem číslování zón, od prosince 2016 je označení přizpůsobeno číslování dálkových linek Českých drah.

### Přehled typů dopravy
Od prosince 2022 je doprava zajišťována na těchto pravidelných linkách:
| Typ dopravy                                         | Rozmezí čísel linek        | Počet linek (k 11. 12. 2022) | tarifní zóny                           |
| --------------------------------------------------- | -------------------------- | ---------------------------- | -------------------------------------- |
| vlaky – dálkové                                     | R8–R56                     | 9                            | větší množství                         |
| vlaky – místní                                      | S2–S91                     | 18                           | větší množství                         |
| vlaky – turistické                                  | Expres Pálava–Podyjí (ExP) | 1                            | 100, 551, 560, 565, 571, 575, 582, 800 |
| tramvaje městské dopravy v Brně                     | 1–12                       | 12                           | 100, 101, 510                          |
| trolejbusy městské dopravy v Brně                   | 25–39                      | 13                           | 100, 101, 610                          |
| autobusy denní městské dopravy v Brně               | 40–84, E50–E76             | 35                           | 100, 101, 215, 310, 410, 510, 610      |
| školní autobusy městské dopravy v Brně              | š85–š88                    | 3                            | 100, 101                               |
| autobusy noční městské dopravy v Brně               | N89–N99                    | 11                           | 100, 101, 215, 310, 510, 610           |
| autobusy zvláštních linek v Brně                    | Olympia (OLY)              | 1                            | 100, 101, 510                          |
| historické tramvaje a trolejbusy v Brně             | H4, H24                    | 2                            | 100, 101                               |
| lodě na Brněnské přehradě                           | bez označení               | 1                            | zvláštní tarif                         |
| autobusy městské dopravy v Adamově                  | 215                        | 1                            | 225                                    |
| autobusy městské dopravy v Blansku                  | 221–226                    | 4                            | 235                                    |
| autobusy městské dopravy v Bystřici nad Pernštejnem | 370                        | 1                            | 370                                    |
| autobusy městské dopravy v Břeclavi                 | 561–569                    | 9                            | 575                                    |
| autobusy městské dopravy v Kyjově                   | 671–673                    | 3                            | 675                                    |
| autobusy městské dopravy ve Vyškově                 | 741–744                    | 4                            | 740                                    |
| autobusy městské dopravy ve Znojmě                  | 801–809                    | 7                            | 800                                    |
| autobusy městské dopravy v Hodoníně                 | 901–904                    | 4                            | 900                                    |
| meziregionální autobusy                             | 104–174                    | 20                           | větší množství                         |
| regionální autobusy                                 | 201–940*                   | 172                          | téměř všechny                          |

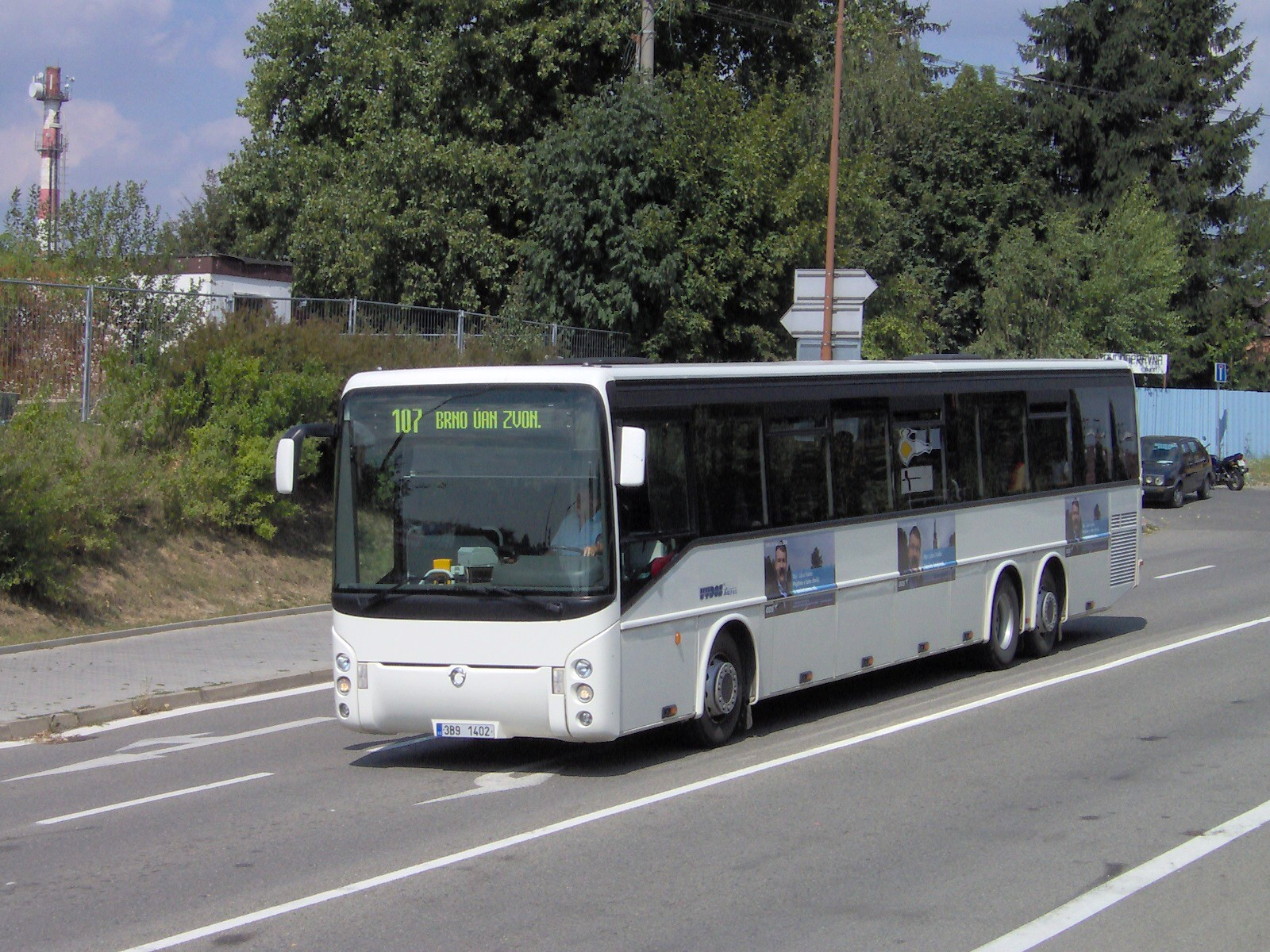
Autobus Irisbus Ares 15M (firmy VYDOS BUS) ve Vyškově na meziregionální lince č. 107 do Brna

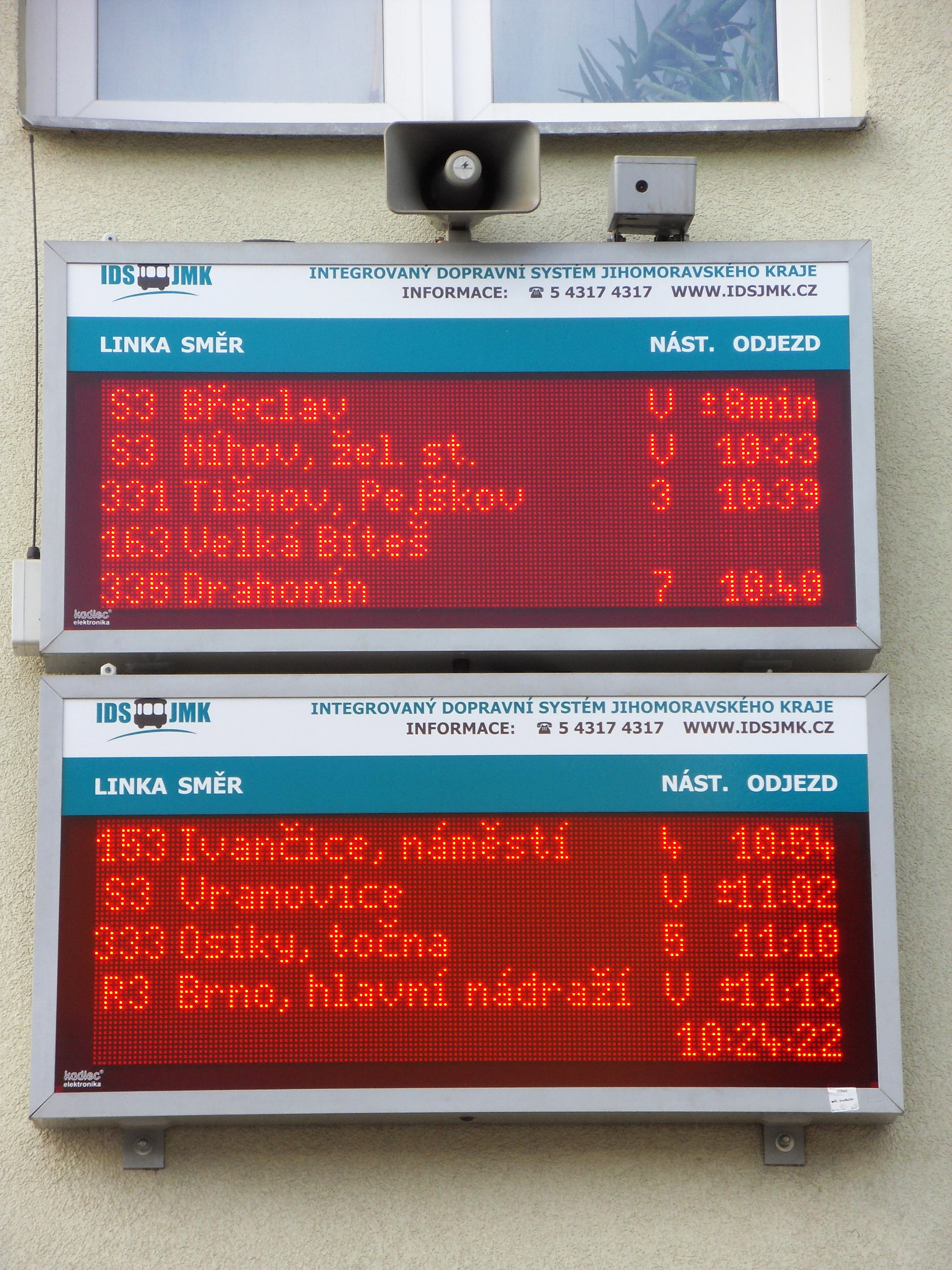
Digitální informační panely na nádraží v Tišnově

* – kromě výše uvedených čísel linek MHD.
Do prosince 2013 byla v provozu také autobusová linka 581 městské dopravy v Mikulově (zóna 571), která byla nahrazena úpravou trasy regionální linky 585.

### Významné přestupní uzly
- Brno
  - Hlavní nádraží–Úzká–ÚAN Zvonařka v zóně 100
  - Mendlovo náměstí v zóně 100
  - Nádraží Královo Pole v zóně 101
  - Nemocnice Bohunice v zóně 101
  - Stará Osada–Nádraží Židenice v zóně 100
  - Ústřední hřbitov v zóně 101
  - Zoologická zahrada v zóně 101
- Blansko v zóně 235
- Boskovice v zóně 265
- Břeclav v zóně 575
- Bučovice v zóně 645
- Čejč v zóně 660
- Hodonín v zóně 900
- Hrušovany nad Jevišovkou v zóně 560
- Hustopeče v zóně 545
- Ivančice v zóně 447
- Klobouky u Brna v zóně 640
- Kunštát v zóně 266
- Kuřim v zóně 310
- Kyjov v zóně 675
- Letovice v zóně 275
- Lomnice v zóně 340
- Lysice v zóně 256
- Mikulov v zóně 571
- Miroslav v zóně 459
- Modřice v zóně 510
- Moravský Krumlov v zóně 448
- Olešnice v zóně 277
- Oslavany v zóně 447
- Pohořelice v zóně 530
- Podivín v zóně 565
- Rajhrad v zóně 510
- Rosice a Zastávka v zóně 425
- Rouchovany v zóně 478
- Rousínov v zóně 730
- Slavkov u Brna v zóně 635
- Sokolnice v zóně 610
- Strážnice v zóně 925
- Šakvice v zóně 545
- Tišnov v zóně 330
- Valtice v zóně 582
- Velká Bíteš v zóně 440
- Veselí nad Moravou v zóně 935
- Vranov nad Dyjí v zóně 837
- Vyškov v zóně 740
- Zaječí v zóně 555
- Znojmo v zóně 800
- Židlochovice v zóně 525

### Přesah do zahraničí
Autobusové linky IDS JMK zajíždí do rakouských měst a obcí Laa an der Thaya (linka 104), Drosendorf-Zissersdorf (816), Schrattenberg, Herrnbaumgarten, Poysdorf, Falkenstein a Drasenhofen (linky 555, 588 a Turistbus). Na Slovensku obsluhuje linka 910 obce Holíč, Kátov, Vrádište a Skalici.
Do zahraničí jsou vedeny také dvě vlakové linky IDS JMK. Jedna z nich (S82) je směřována do Rakouska přes obec Retzbach (část Unterretzbach) do města Retz, druhá (S91) pak na slovenské území, kde vede přes Vrbovce a Brestovec do Myjavy.

### Dojezdové zóny
Mimokrajské přesahy IDS jsou z velké části v režimu tzv. dojezdových zón, tedy že je možné na tarif IDS JMK cestovat mezi nimi a plně integrovanými zónami, nikoliv ale pouze v rámci téže dojezdové oblasti (jinak řečeno cestou je nutné přejet hranici JMK). Většinou jsou to výběžky podél zaintegrovaných železničních tratí. K březnu 2023 bylo takových dojezdových oblastí jedenáct:
Na území kraje Vysočina:
- zóny 355+367 (linka S3 do Křižanova)
- zóny 360+370+380 (oblast Bystřice nad Pernštejnem, trať do zastávky Rovné-Divišov)
- zóny 446+456 (linky R11, R54 a S4 do Náměště nad Oslavou, mimokrajské úseky linek 424 a 430)
- zóna 855 (Moravské Budějovice a okolí, mimokrajské úseky linek S81, 815 a 832)

Na území Pardubického kraje:
- zóny 285+295 (linky R19, S2, S22 a 273 do Březové nad Svitavou)

Na území Zlínského kraje:
- zóna 666 (Koryčany)
- zóny 947+957 (Uherské Hradiště a okolí, mimokrajské úseky vlakových linek R13, R18, R56, S5, S6, S9)

Do Rakouska:
- zóna 580 (linka 104 do Laa an der Thaya)
- zóny 827+838 (linka S82 do Retzu)

Na Slovensko:
- zóna 915 (slovenská část – průjezd linky 910 přes Holíč, Kátov, Vrádište a Skalicu)
- zóny 965+975 (linka S91 do Myjavy)

Některé další přeskrajské či mimokrajské zóny sice jako dojezdové zřízeny nejsou, ale prakticky tak fungují, protože zahrnují jedinou konečnou zastávku za hranicí JMK.

## Vozový park

### Jednotný vizuální styl

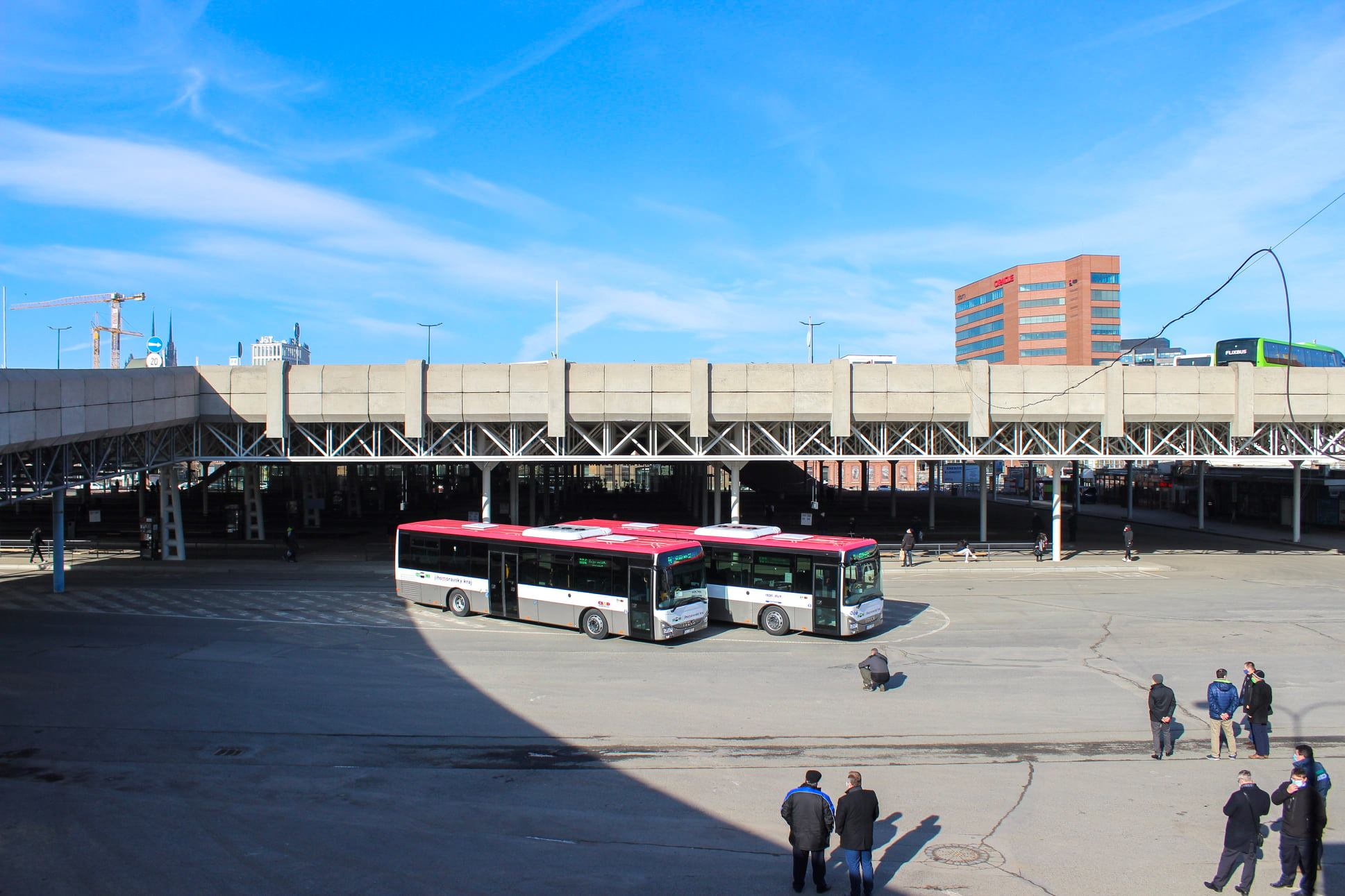
Předávání nových autobusů v prostoru ÚAN Zvonařka

Na počátku roku 2021 dorazily do IDS JMK první dva autobusy v nově definovaném jednotném vizuálním stylu v barvách Jihomoravského kraje natřené červenou a bílou barvou s modrým logem Jihomoravského kraje a logem IDS JMK, v dolní části vozidel je druhá z barev - stříbřitě šedá. Nově dodávaná vozidla jsou povinně vybavena silnou klimatizací a disponují zvětšeným prostorem pro umístění dětských kočárků a vozíků pro invalidy. Jihomoravský kraj rovněž z důvodu zvýšení bezpečnosti provozu a ochrany řidičů proti nakažlivým chorobám požadoval vybavení nových autobusů kabinou řidiče. Jako ochrana před chladem i před letními vedry slouží zdvojená zatmavená okna, která byla v IDS JMK novinkou. Oficiální představení prvních dvou vozidel Iveco Crossway LE LINE 12M pro dopravce ČSAD Kyjov a BDS-BUS proběhlo 1. února 2021 na Ústředním autobusovém nádraží Zvonařka.

### Vlakové jednotky Moravia

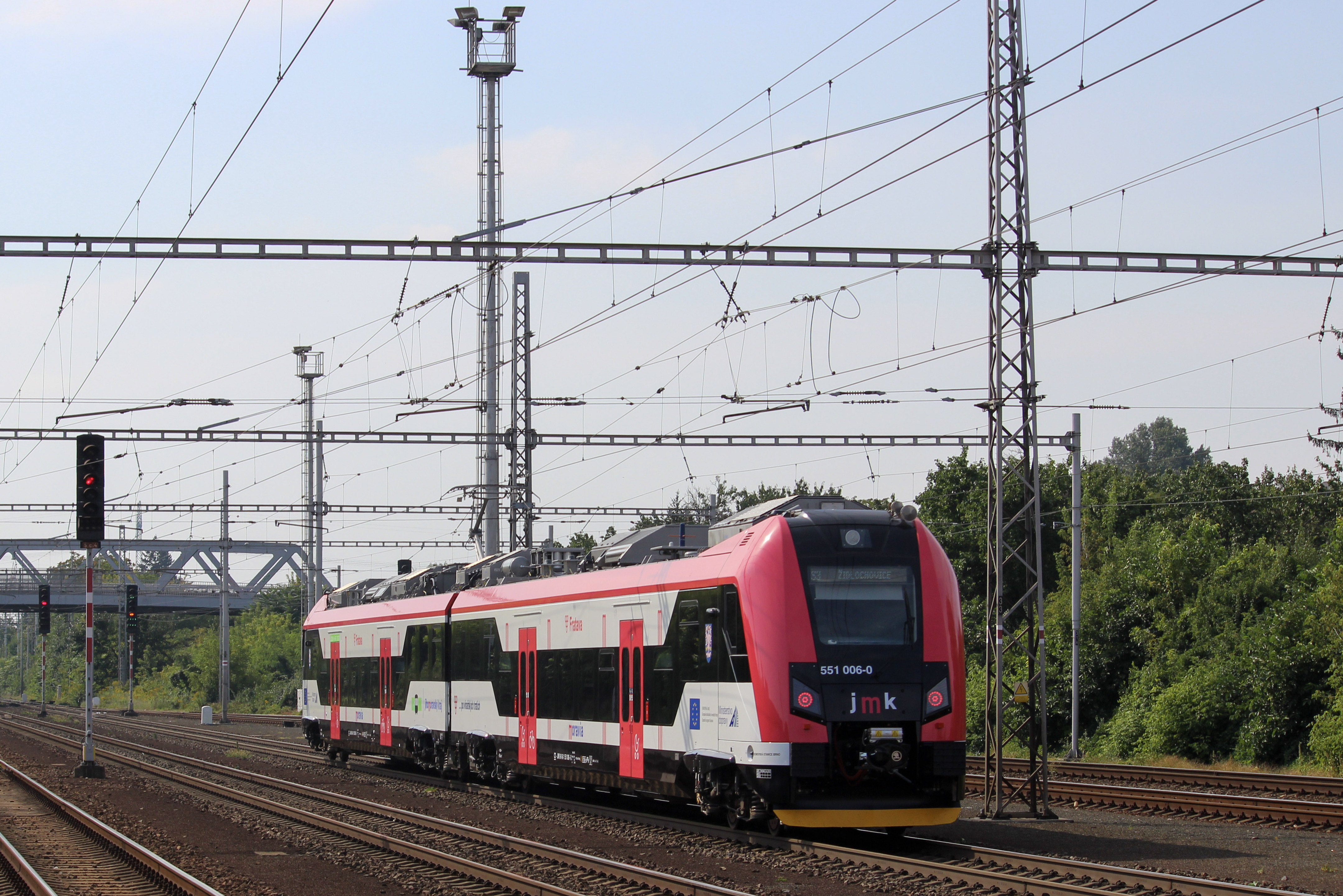
Elektrická jednotka Moravia řady 550 na lince S3 v Modřicích

Jihomoravský kraj, jako první kraj v Česku, objednal v roce 2020 u výrobce Škoda Transportation 37 elektrických jednotek Moravia, které svým názvem odkazují na lokomotivu Moravia, která 11. listopadu 1838 přivezla do Brna úplně první vlak. Jednotky mají zajistit přibližně 45 % výkonů na vlacích objednávaných Jihomoravským krajem. S provozem jednotek Moravia se počítá zejména na páteřních linkách S2 (Křenovice – Brno – Letovice) a S3 (Níhov – Brno – Židlochovice / – Hustopeče). 
Všechny jednotky Moravia by měly být nasazeny do provozu od dubna 2023. Prvním provozovatelem jsou České dráhy a od prosince 2024 pak bude jednotky provozovat dopravce, který vzejde ze soutěže. 

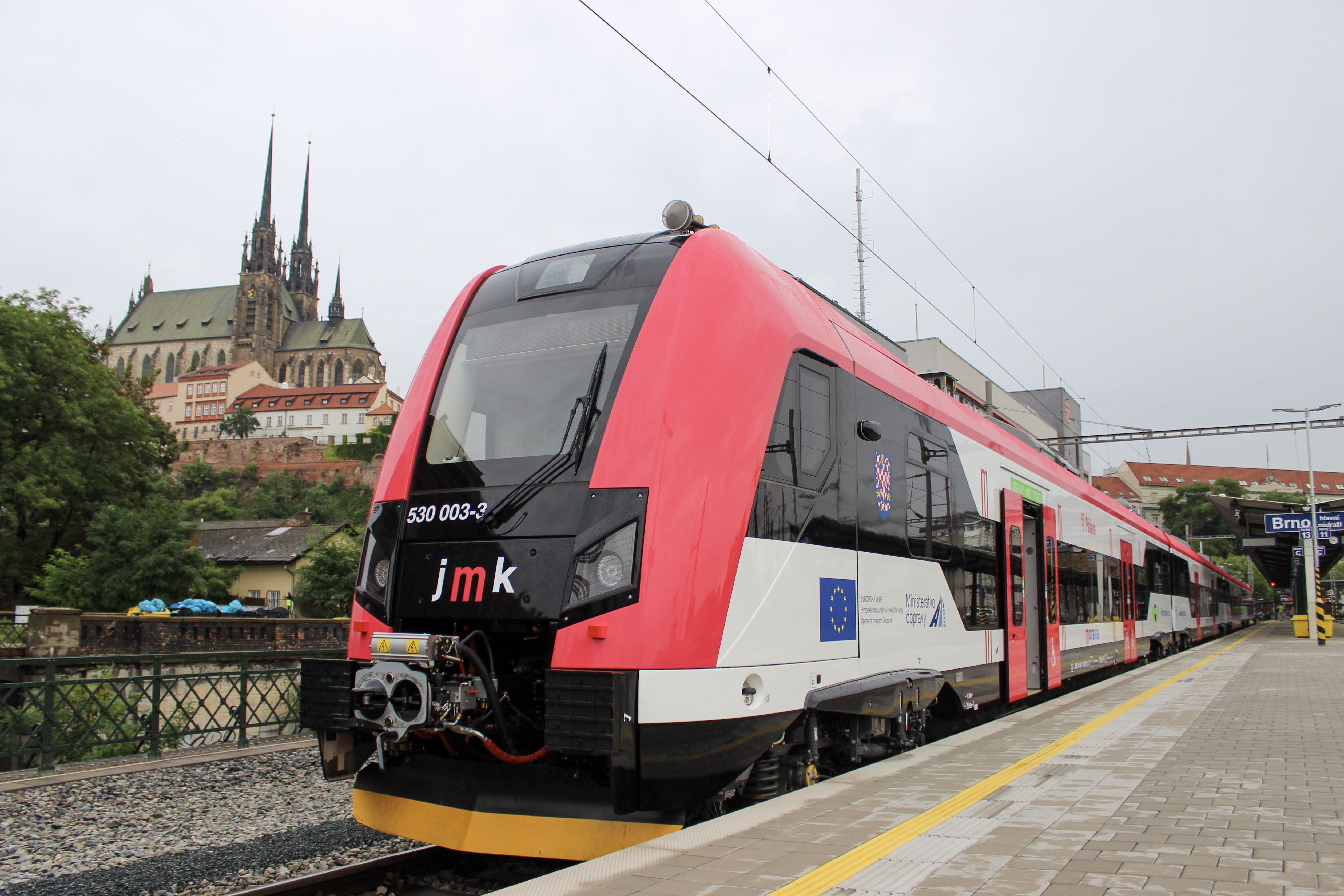
Elektrická jednotka MORAVIA řady 550 na vlakovém nádraží v Brně při slavnostním představení veřejnosti.

Jednotky jsou vybaveny moderním informačním a kamerovým systémem, který bude na obrazovky náhodně promítat záběry z různých míst vlaku jak strojvedoucímu, tak cestujícím, a to včetně záběrů z přední vnější kamery. Zajímavostí jsou i okna prostupnější pro mobilní signál. Vlaky Moravia jsou navíc vybaveny přístroji AED (defibrilátory), které mohou pomoci zachránit život při srdeční zástavě přímo ve vlaku. Všechny jednotky jsou osazeny také nejmodernějším evropským zabezpečovačem ETCS, který se stává standardem na evropských železnicích a zajišťuji vyšší bezpečnost na ní. Všechny vlaky z této zakázky mají také přímé spojení s IDS JMK a díky tomu je možné zobrazit na informačních displejích vlaku mimořádné informace z provozu či je přímo zahlásit do vlaku skrze audio systém vozidla. 

###### První veřejné představení jednotek

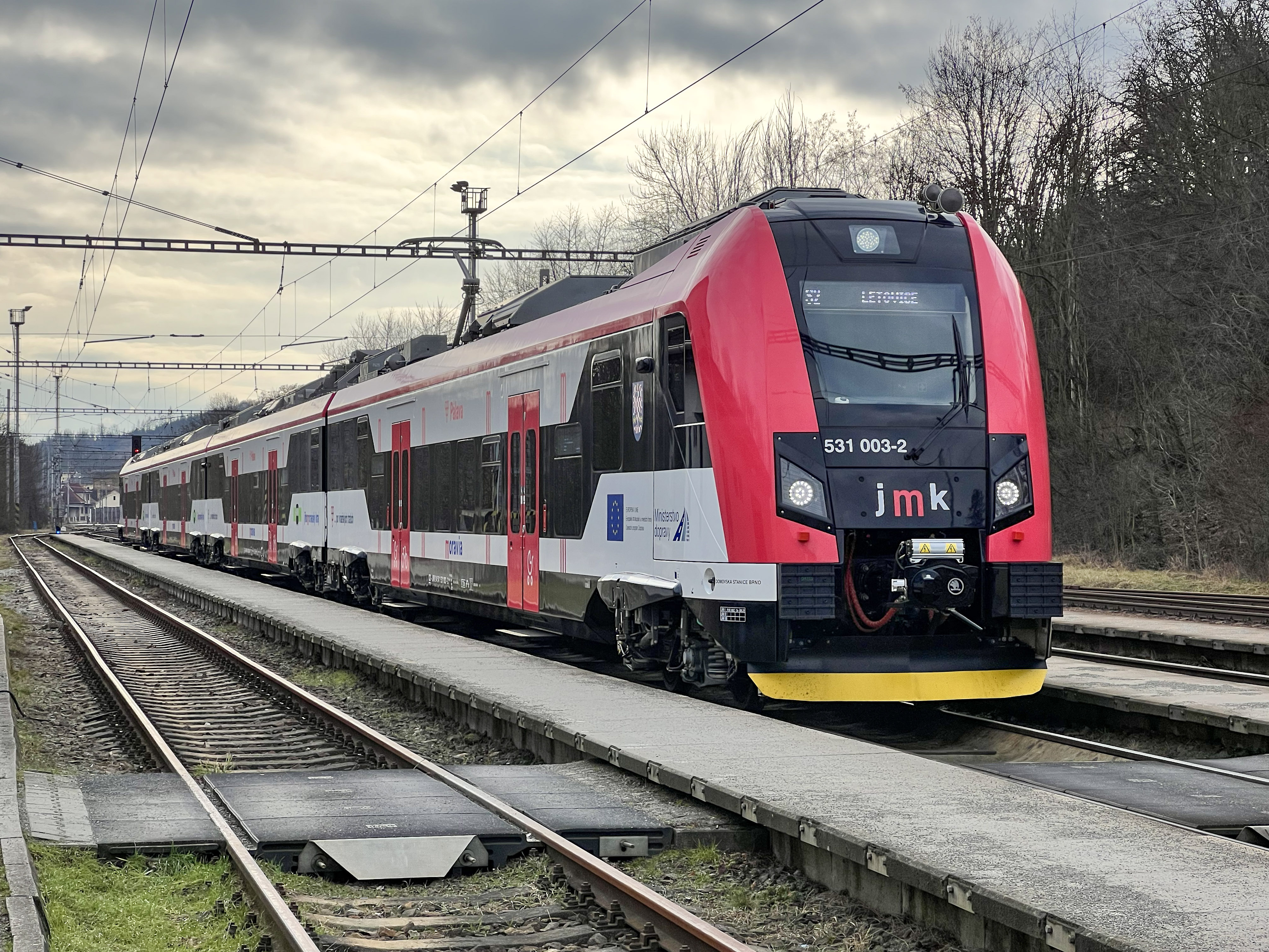
První čtyřvozová vlaková jednotka MORAVIA čeká na svůj pravidelný odjezd v Letovicích.

První dvě vlakové jednotky Moravia (530 003 | Pálava a 550 006 | Fratava) byly veřejnosti představeny 28. srpna 2022 na vlakovém nádraží v Brně. Za přítomnosti představitelů Jihomoravského kraje, výrobce i představitelů společnosti KORDIS JMK, a.s. proběhlo slavnostní pokřtění. Jelikož je tradicí, že jsou vlaky nějak pojmenovány, rozhodl Jihomoravský kraj o názvech, které k jižní Moravě jednoznačně patří. Jsou to odrůdy vinné révy. Takže už po cestě do práce můžete jet třeba v Pálavě, Chardonnay nebo Merlotu.

###### První čtyřvozová jednotka v provozu
Kromě šesti kusů dvouvozových jednotek bude v Jihomoravském kraji jezdit i 31 kusů čtyřvozových jednotek. První z nich (530 003 Pálava) zahájila zkušební provoz 19. ledna 2023. Vlak vyrazil poprvé na pravidelné lince S2 dne 19. ledna 2023 v 11.00 jako OS 4714 z Brna do Letovic. Další dodanou čtyřvozovou soupravou byla jednotka 530 004 s názvem Florianka, která dorazila 26. ledna 2023 do Brna.

## Elektronické odbavování cestujících (EOC)
Od 1. července 2020 mohou cestující v rámci cest IDS JMK využívat platbu za jízdenkou bankovní kartou. Elektronické odbavení cestujících (EOC) umožňuje jak nákup jednorázových jízdenek, tak nákup předplatních jízdenek, přiřazených k bankovní kartě cestujícího. V rámci přechodu na EOC společnost KORDIS JMK na území Jihomoravského kraje otevřela několik kontaktních center. Zprovozněn byl také e-shop. Součástí přechodu na EOC byl i nákup bezmála 1 000 ks pokladen do autobusů IDS JMK. KORDIS JMK kromě elektronického odbavení v kraji provozuje také Dopravně-zúčtovací centrum (DZC), kde se v jednom systému sbíhají veškerá data a platby ze systému EOC a Pípni a jeď!.

## Kontaktní centra

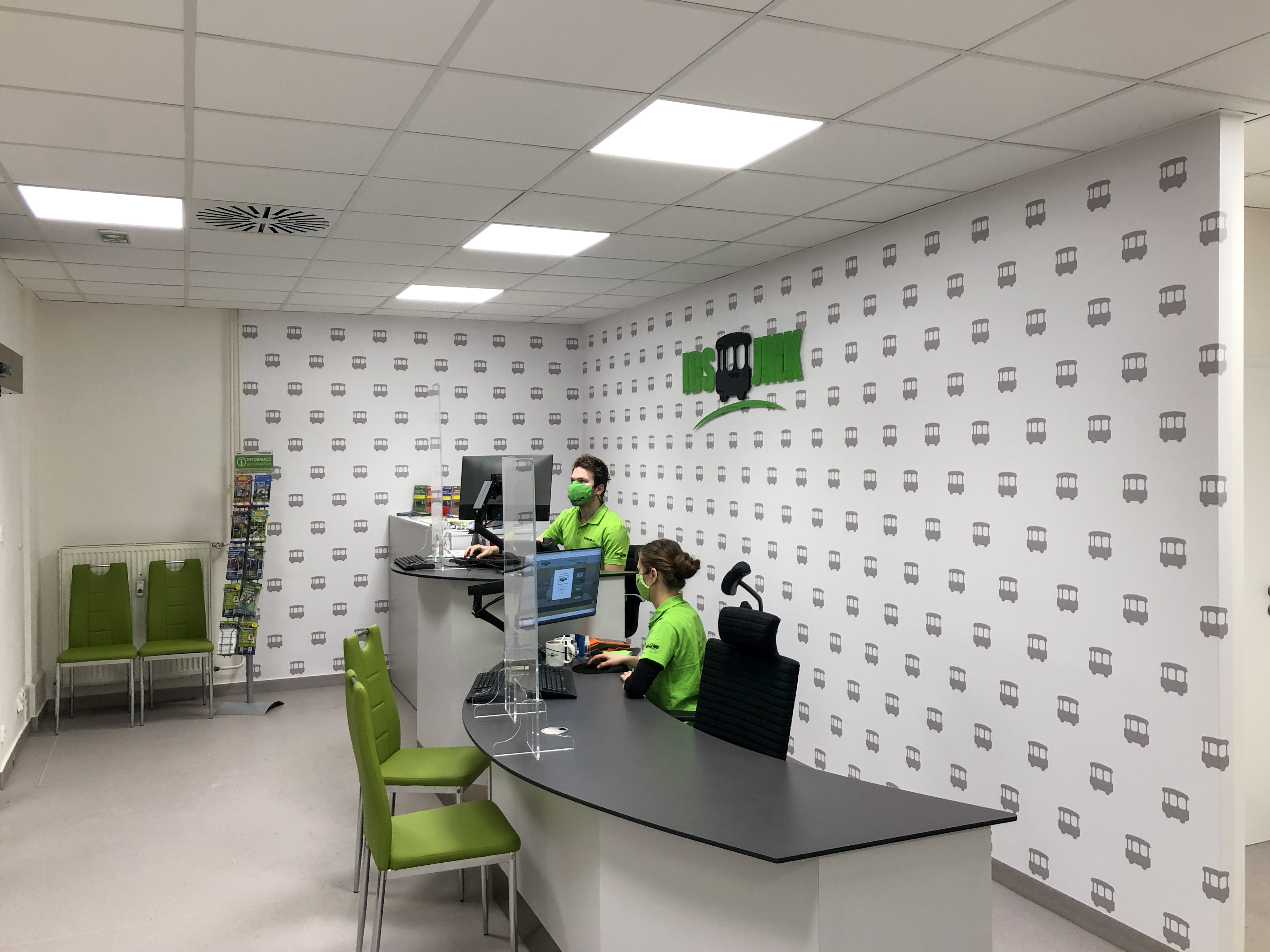
Kontaktní centrum IDS JMK v Brně na hlavním nádraží

Kontaktní centra IDS JMK slouží především k informování cestujících a k vyřizování elektronického odbavení cestujících. Umožňují i nákup omezeného sortimentu jednorázových a předplatních jízdenek a doplňkového sortimentu.  
První kontaktní centrum, které bylo umístěno v prostoru brněnského hlavního nádraží, otevřela společnost KORDIS JMK v roce 2021. V místech kontaktního centra se dříve nacházela noční čekárna Českých drah. Ta byla otevřena vždy od nočních do brzkých ranních hodin. V čekárně byl automat na drobné pochutiny, možnost zakoupit jízdenku a nechyběl ani pracovník ostrahy. Kvůli těmto aspektům musel prostor projít výraznou rekonstrukcí, kdy byla změněna i dispozice.  
O několik týdnů později bylo otevřeno druhé centrum v Břeclavi, v prostoru nové části budovy vlakového nádraží. Následně během roku 2021 byla otevřena další centra, aby jimi byl pokryt celý Jihomoravský kraj. Ve spolupráci s dopravcem ZDS Psota bylo zprovozněno kontaktní centrum ve Znojmě, následovala další centra v Boskovicích a Vyškově. V únoru 2022 byla centra rozšířena o pobočku v Blansku na autobusovém nádraží a v Kyjově, také v prostoru autobusového nádraží.
Znojemské kontaktní centrum převzala, v souvislosti se změnou dopravce v tamní městské dopravě, v lednu 2023 společnost KORDIS JMK a přesunula jej na vlakové nádraží, do prostor bývalého ČD Centra.

## Dopravci v IDS JMK

###### Železniční dopravci
- České dráhy
- Österreichische Bundesbahnen
- Železničná spoločnosť Slovensko
- RegioJet
- ARRIVA vlaky

#### Autobusoví dopravci
- ADOSA, a. s.
- ARRIVA autobusy, a.s.
- Autobusy Karlovy Vary, a. s.
- Bítešská dopravní společnost, s. r. o.
- BORS Břeclav, a. s.
- BORS BUS, s.r.o
- ČAD Blansko, a. s.
- ČD BUS, a.s.
- ČSAD Brno holding, a.s.
- ČSAD Hodonín, a. s.
- ČSAD Kyjov Bus, a. s.
- ČSAD Tišnov, a. s.
- ČSAD BUS Uherské Hradiště, a.s.
- ČSAD Ústí nad Orlicí, a. s.
- DOPAZ, s. r. o.
- Dopravní podnik města Brna, a. s. (tramvaje, trolejbusy, autobusy, lodě)
- FTL - First Transport Lines, a.s.
- ICOM transport, a.s.
- Strojně dopravní služby Opava, s. r. o.
- Tourbus, a. s.
- TRADO-BUS, s. r. o.
- VYDOS BUS, a. s.
- ZDAR, a. s.
- Z-Group bus, a.s.
- Zlatovánek, s. r. o.
- Znojemská dopravní společnost - PSOTA, s.r.o.

#### Bývalí dopravci v IDS JMK
- BK BUS, s.r.o.
- BODOS bus, a. s.
- BusLine a.s.
- FTL - First Transport Lines, a. s.
- Jarmila Brtníková - Cestovní kancelář BTC
- SEBUS, s. r. o.
- TREDOS, spol. s r.o.

Od prosince 2019 linku R8 z Brna do Bohumína provozuje společnost RegioJet. Vlaky jsou integrovány v úseku Brno-Královo Pole – Vyškov. Při cestě na integrovanou jízdenku může cestující využít cestovní kategorii low-cost. Jeden pár spojů zajišťuje obsluhu stanice Nezamyslice.

## Telematické služby
V září 2009 byla zprovozněna služba informací o odjezdech z konkrétní zastávky pomocí WAPu nebo webu, přičemž jsou využity nejen jízdní řády, ale i aktuální informace o skutečné poloze vozidla.  IDS JMK na svém webu uvádí, že jeho služba, spuštěná v září 2009, je první tohoto druhu v České republice. (Pilotně byla podobná služba pouze pro služební potřebu řidičů střídajících na trati pro vybraných 38 zastávek  od 1. listopadu 2006 zavedena u pražských tramvají – v den 22. září 2007 u příležitosti dne otevřených dveří byla přístupná i veřejnosti).

## Aplikace IDS JMK

###### Poseidon
V roce 2014 byla vydána aplikace do chytrého telefonu IDS JMK Poseidon. V původní verzi byla aplikace ke stažení pouze na platformu Android, následně byla přidána možnost stažení pro zařízení s operačním systémem iOS a Windows Phone. Poslední jmenovaná platforma přestala být později kvůli nízkému počtu uživatelů podporována.
Aplikace umožňuje uživatelský profil nabít kreditem, ze kterého se dají zakoupit všechny druhy jednorázových a turistických jízdenek. Od roku 2021 je podporována platba přes Apple Pay a Google Pay. Aplikace také umožňuje podle polohy GPS najít odjezdy ze zastávek, zobrazit polohu konkrétního spoje, případně zobrazit plány sítě či ceník. Jízdenky jsou v aplikaci oproti papírovým jízdenkám levnější. 

###### Mapa polohy vozidel
V roce 2015 byla zprovozněna online mapa GPS polohy všech vozidel v IDS JMK, která zobrazuje také aktuální výluky a další informace, například bezbariérovost, aktuální zastávku, zpoždění nebo typ vozidla.